# Iñaquito

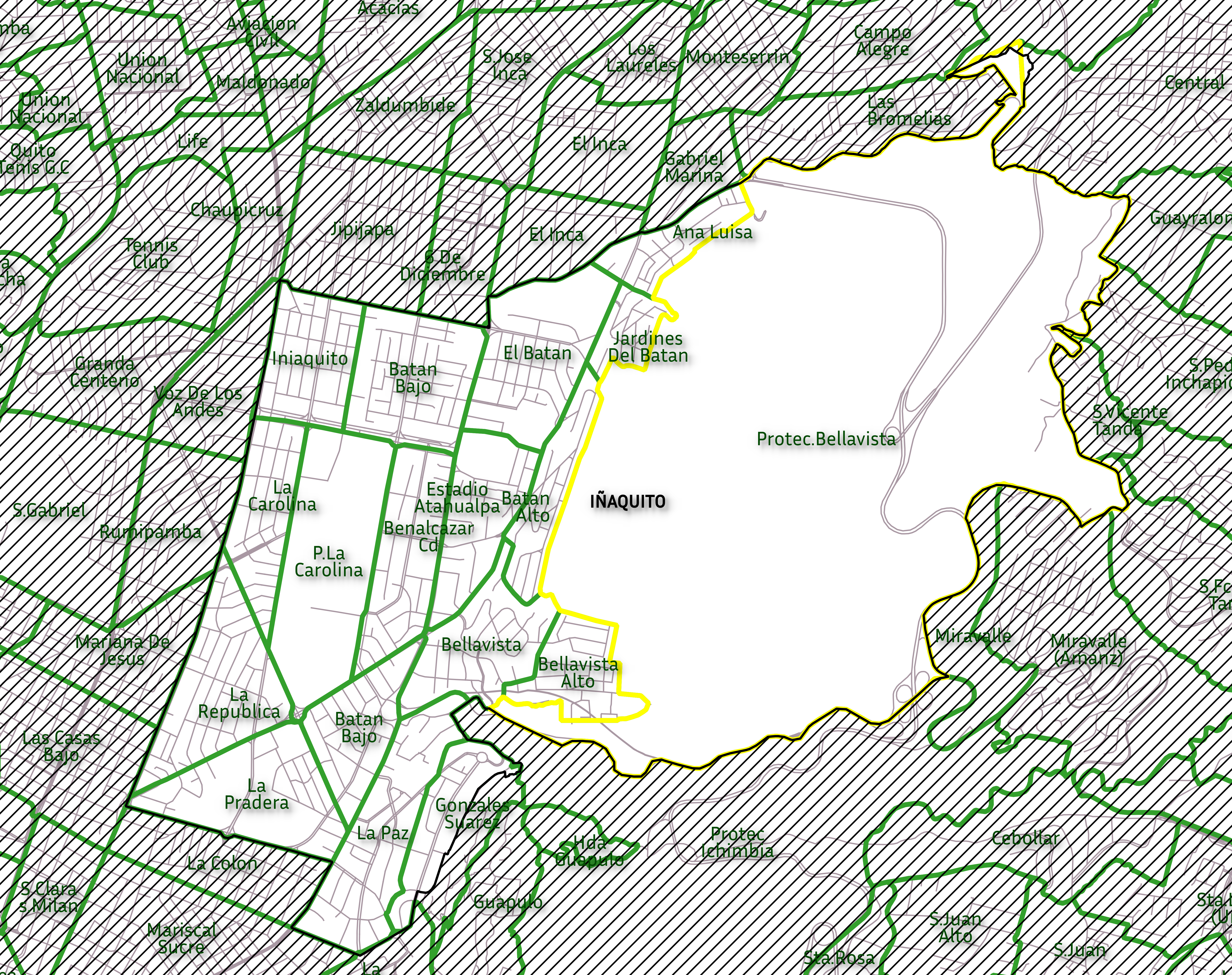
Barrios in der Parroquia Iñaquito

Iñaquito ist ein Stadtteil von Quito und eine Parroquia urbana in der Verwaltungszone Eugenio Espejo im Kanton Quito der ecuadorianischen Provinz Pichincha. Die Fläche beträgt 15,08 km². Die Einwohnerzahl lag im Jahr 2019 bei 50.445. Die Bevölkerung in Iñaquito gilt als relativ wohlhabend. Es gibt zahlreiche Einkaufszentren.

## Lage
Die Parroquia Iñaquito liegt nordostzentral in Quito etwa 5,5 km nordöstlich vom Stadtzentrum auf einer Höhe von etwa 2800 m. Die Avenida Francisco de Orellana begrenzt das Areal im Südwesten, die Avenida 10 de Agosto im Westen, die Avenida Gaspar de Villarroel im Nordwesten. 
Die Parroquia Iñaquito grenzt im Osten an die Parroquia rural Nayón, im Süden an die Parroquias Itchimbía und Mariscal Sucre, im Westen an die Parroquias Belisario Quevedo und Rumipamba sowie im Norden an die Parroquia Jipijapa.

## Barrios
Die Parroquia ist in folgende Barrios und Stadtteile gegliedert:
- Ana Luisa
- Batan Alto
- Batan Bajo
- Bellavista
- Bellavista Alto
- Benalcazar
- El Batan
- Estadio Atahualpa
- Iñaquito
- Jardines del Batan
- La Carolina
- La Paz
- La Pradera
- La Republica
- Zona protegida Bellavista

## Infrastruktur
In der Parroquia befindet sich das Estadio Olímpico Atahualpa. Im Westen der Parroquia liegt der Parque La Carolina mit dem Botanischen Garten von Quito (span. "Jardín Botánico de Quito").